# Karl-Erik Kennerby
Karl-Erik Bellvar Kennerby, född 6 december 1919 i Åtvids församling, Östergötlands län, död 25 oktober 1987 i Tollarp, Västra Vrams församling, Kristianstads län, var en svensk militär.
Karl-Erik Kennerby var son till lantbrukaren Valfrid Karlsson och Anna Jönsson. Han blev officer 1942, löjtnant i Försvarsstaben/Signaltrupperna 1949, kapten vid Gotlands artillerikår 1955, lärare vid Arméns underofficersskola 1956 och major vid Smålands artilleriregemente med tjänstgöring vid Norrlands artilleriregemente 1963. Kennerby tjänstgjorde vid Förenta Nationerna i Kashmir 1970, blev överstelöjtnant vid Smålands artilleriregemente 1972 och var tillförordnad chef för Gotlands artillerikår 1974–1975. Han blev riddare av Svärdsorden 1962.